# Aleksandar Nikolov
Aleksandar Nikolov (em búlgaro:  Александър Николов, 12 de agosto de 1912 — data de morte desconhecido) foi um ciclista olímpico búlgaro.
Representou sua nação em dois eventos nos Jogos Olímpicos de Verão de 1936.